# Jaime Gajardo Falcón
Jaime Eduardo Gajardo Falcón (Santiago, 27 de febrero de 1981) es un abogado y político chileno, miembro del Partido Comunista de Chile (PCCh). Desde el 11 de marzo de 2022, se desempeñó como subsecretario de Justicia bajo el gobierno del presidente Gabriel Boric, paralelamente, entre el 7 y 11 de enero de 2023 ejerció como ministro de Justicia y Derechos Humanos de su país, en calidad subrogante. Desde el 17 de octubre de 2024, se desempeña como ministro de Justicia y Derechos Humanos. 

## Biografía
Nacido en 1981, es hijo de Jaime Gajardo Orellana, profesor, sindicalista y expresidente del Colegio de Profesores de Chile.

### Estudios
Realizó sus estudios primarios y secundarios en el Instituto Nacional José Miguel Carrera, egresando en 1998. Continuó los superiores en la carrera de derecho en la Universidad de Chile, egresando como abogado. Seguidamente, cursó una licenciatura en ciencias jurídicas y sociales de la misma casa de estudios, de la cual egresó en 2005 con la tesis titulada: Los derechos económicos, sociales y culturales y los tratados de libre comercio ratificados por Chile. Posteriormente, realizó un diplomado en derecho laboral, de la Universidad Internacional SEK, en 2006; un diplomado en dirección de servicios y empresas públicas, de la Universidad Internacional Menéndez Pelayo, España, en 2012; un magíster en derecho mención derecho público, en la Universidad de Chile, egresando con distinción máxima con la tesis: El Multiculturalismo, su recepción normativa y perspectivas en Chile y Bolivia. Un estudio comparado, en el mismo año; un máster en derecho constitucional, en el Centro de Estudios Políticos y Constitucionales de España, con la tesis titulada: Estudio comparado de la jurisprudencia de la Corte Interamericana de Derechos Humanos y el Tribunal Europeo de Derechos Humanos, sobre representación política en contextos multiculturales, en 2013; un máster en gobernanza y derechos humanos, egresando con distinción máxima con la tesis: Derechos de los grupos en el Sistema Interamericano de Protección de los Derechos Humanos, también en 2013; y por último, un doctorado en derecho y ciencia política, con la tesis de nombre: El multiculturalismo y su perspectiva en la jurisprudencia del Tribunal Europeo de Derechos Humanos y la Corte Interamericana de Derechos Humanos. Un estudio comparado, ambos de la Universidad Autónoma de Madrid, España (2018).

### Trayectoria profesional
Ha ejercido su profesión durante dieciséis años en el sector público y privado. Referente a aquello, ha defendido sindicatos y causas de derechos humanos.
También, fue profesor de derecho constitucional de la Universidad de Arte y Ciencias Sociales, entre 2008 y 2011, de Taller de la Universidad de Chile, entre 2015 y 2016; de derecho indígena de la Universidad Alberto Hurtado, entre 2017 y 2022 y, nuevamente de derecho constitucional, en la Universidad Diego Portales, desde 2018.

## Trayectoria política
Militante del Partido Comunista de Chile (PCCh), en febrero de 2022 fue designado por el entonces presidente electo Gabriel Boric, como titular de la Subsecretaría de Justicia, dependiente del Ministerio de Justicia y Derechos Humanos. Asumiendo esa función el 11 de marzo de dicho año, con el inicio formal de la administración.
El 7 de enero de 2023, tras la renuncia de Marcela Ríos al cargo de ministra de Justicia y Derechos Humanos, Gajardo asumió de manera interina el cargo de ministro.
El 17 de octubre de 2024, tras el nombramiento del entonces ministro de Justicia y Derechos Humanos, Luis Cordero, en el cargo de subsecretario del Interior, Gajardo es nombrado por el presidente Gabriel Boric como ministro de Justicia y Derechos Humanos, siendo el primer militante comunista en alcanzar dicha posición desde Sergio Insunza (1973) en el gobierno de Salvador Allende.

## Historial electoral

### Elecciones parlamentarias de 2005
- Elecciones parlamentarias de 2005, para diputado por el distrito N.º 21 (Ñuñoa y Providencia)[7]